# Nghiện
Nghiện là sự lặp lại liên tục của một hành vi bất chấp hậu quả xấu hoặc sự rối loạn thần kinh để dẫn đến những hành vi như vậy. Theo một định nghĩa khác nghiện là một rối loạn não đặc trưng bởi sự tham gia bắt buộc trong các kích thích trong hệ thống thưởng phạt của não mặc dù dẫn đến hậu quả bất lợi. Mặc dù có sự tham gia của một số yếu tố tâm lý xã hội, một quá trình sinh học mà một người gây ra do tiếp xúc nhiều lần với một kích thích gây nghiện là bệnh lý cốt lõi thúc đẩy sự phát triển và duy trì nghiện, theo "mô hình bệnh não" gây nghiện. Tuy nhiên, nhiều học giả nghiên cứu về chứng nghiện cho rằng mô hình bệnh não không đầy đủ và sai lệch.
Ví dụ về nghiện các chất hóa học và hành vi bao gồm nghiện rượu, nghiện cần sa, nghiện amphetamine, nghiện cocaine, nghiện nicotine, nghiện opioid, nghiện thực phẩm, nghiện sô cô la, nghiện trò chơi điện tử, nghiện cờ bạc và nghiện tình dục. Hành vi nghiện duy nhất được DSM-5 và ICD-10 công nhận là nghiện cờ bạc. Với sự ra đời của chứng nghiện chơi game ICD-11 đã được thêm vào. Thuật ngữ nghiện được sử dụng thường xuyên để chỉ các hành vi hoặc rối loạn bắt buộc khác, đặc biệt là sự phụ thuộc, trong các phương tiện truyền thông. Một khác biệt quan trọng giữa nghiện ma túy và sự phụ thuộc là sự phụ thuộc thuốc là một rối loạn trong đó chấm dứt kết quả sử dụng ma túy trong tình trạng khó chịu của triệu chứng cai nghiện, có thể dẫn đến việc tái sử dụng ma tuý. Nghiện có thể xảy ra trong trường hợp không có sự phụ thuộc, và sự phụ thuộc có thể xảy ra trong trường hợp không có nghiện, mặc dù cả hai thường xảy ra cùng nhau.
Nghiện còn được mở rộng chỉ các khái niệm khác, ví dụ như nghiện mơ mộng (rối loạn mơ mộng hay mơ mộng không lành mạnh). Chất gây nghiện có thể là các chất độc thuộc bảng B của dược điển như thuốc phiện, cocain hay các chất độc khác như rượu bia, thuốc lá... Cơ thể và tâm lý người nghiện bị lệ thuộc mạnh mẽ và có hệ thống và các chất độc quen dùng. Nếu thiếu thuốc hoặc trong quá trình cai thuốc, người nghiện sẽ có trạng thái nôn nao, khó chịu, mệt mỏi, buồn bã, mất ngủ... Y học gọi đây là hội chứng cai nghiện hay trạng thái nhu cầu bệnh lý.
Thói quen và các kiểu mẫu liên quan đến nghiện được đặc trưng điển hình của sự hài lòng ngay lập tức (phần thưởng ngắn hạn), cùng với các hiệu ứng có hại chậm (chi phí dài hạn). Phụ thuộc sinh lý xảy ra khi cơ thể phải điều chỉnh để chất bằng cách kết hợp một chất vào chức năng hoạt động "bình thường" của nó.
Nghiện gây ra "những thiệt hại về tài chính và con người cao đáng kinh ngạc" đối với toàn bộ cá nhân và xã hội. Ở Hoa Kỳ, tổng thiệt hại kinh tế của việc nghiện ngập gây ra cho xã hội lớn hơn tất cả các loại bệnh tiểu đường và tất cả các loại ung thư cộng lại. Những chi phí này phát sinh từ tác dụng phụ trực tiếp của thuốc và chi phí chăm sóc sức khỏe liên quan (ví dụ: dịch vụ y tế khẩn cấp và chăm sóc bệnh nhân ngoại trú và nội trú), các biến chứng lâu dài (ví dụ, ung thư phổi do hút thuốc lá, xơ gan và mất trí nhớ do uống rượu mãn tính, và miệng meth do sử dụngmethamphetamine), mất năng suất lao động và chi phí liên quan về phúc lợi, gây ra tai nạn tử vong và không gây tử vong (ví dụ, va chạm giao thông), tự tử, giết người, và chi phí giam giữ, và các chi phí khác. Dấu hiệu kinh điển của việc nghiện bao gồm kiểm soát suy yếu đối với các chất hoặc hành vi, mối bận tâm với chất hoặc hành vi và tiếp tục sử dụng chất gây nghiện bất chấp hậu quả. Thói quen và mô hình liên quan đến nghiện thường được đặc trưng bởi sự hài lòng ngay lập tức (phần thưởng ngắn hạn), cùng với các tác động chậm trễ (chi phí dài hạn).

## Thần kinh học
Kiểm soát nhận thức và kiểm soát kích thích, liên quan đến điều hòa hoạt động và điều kiện cổ điển, đại diện cho các quá trình ngược lại (nghĩa là bên trong so với bên ngoài hoặc môi trường, tương ứng) cạnh tranh kiểm soát các hành vi được khơi gợi của một cá nhân. Kiểm soát nhận thức, và đặc biệt là kiểm soát hành vi ức chế đối với hành vi, bị suy yếu trong cả rối loạn tăng động giảm nghiện và chú ý. Phản ứng hành vi theo hướng kích thích (tức là kiểm soát kích thích) có liên quan đến một kích thích bổ ích cụ thể có xu hướng chi phối hành vi của một người trong một chứng nghiện.

## Nghiện hành vi
Thuật ngữ nghiện hành vi đề cập đến một sự nôn nóng không thể cản được phải tham gia vào một phần thưởng tự nhiên - đó là một hành vi vốn là phần thưởng (nghĩa là mong muốn hoặc hấp dẫn) - bất chấp hậu quả bất lợi. Bằng chứng tiền lâm sàng đã chứng minh rằng sự gia tăng rõ rệt biểu hiện của ΔFosB thông qua việc tiếp xúc nhiều lần và quá mức với một phần thưởng tự nhiên gây ra các tác động hành vi và co giãn thần kinh tương tự như xảy ra trong nghiện ma túy.
Đánh giá của cả nghiên cứu lâm sàng ở người và nghiên cứu tiền lâm sàng liên quan đến ΔFosB đã xác định hoạt động tình dục không cưỡng được - cụ thể, bất kỳ hình thức quan hệ tình dục nào - là nghiện (tức là nghiện tình dục). Hơn nữa, thưởng cho sự nhạy cảm chéo giữa amphetamine và hoạt động tình dục, có nghĩa là tiếp xúc với một người làm tăng ham muốn cho cả hai, đã được chứng minh là xảy ra tiền lâm sàng và lâm sàng như một hội chứng rối loạn điều hòa dopamine; Biểu hiện gene ΔFosB là cần thiết cho hiệu ứng nhạy cảm chéo này, tăng cường với mức độ biểu hiện FosB.
Đánh giá của các nghiên cứu tiền lâm sàng chỉ ra rằng tiêu thụ lâu dài và quá mức thực phẩm nhiều chất béo hoặc đường có thể gây nghiện (nghiện thực phẩm). Điều này có thể bao gồm sô cô la. Hương vị ngọt ngào và các thành phần dược lý của sô cô la được biết là tạo ra một sự thèm muốn mạnh mẽ hoặc cảm thấy 'gây nghiện' bởi người tiêu dùng. Một người có sở thích mạnh mẽ với sô cô la có thể tự coi mình là người nghiện rượu. Sô cô la chưa được chính thức công nhận bởi DSM-5 như một chứng nghiện có thể chẩn đoán được.
Việc đánh bạc cung cấp một phần thưởng tự nhiên có liên quan đến hành vi cưỡng chế và trong đó hướng dẫn chẩn đoán lâm sàng, cụ thể là DSM-5, đã xác định các tiêu chuẩn chẩn đoán cho "nghiện". Để hành vi đánh bạc của một người đáp ứng các tiêu chí của nghiện, nó cho thấy một số đặc điểm nhất định, chẳng hạn như điều chỉnh tâm trạng, bắt buộc và rút tiền. Có bằng chứng từ hoạt động thần kinh chức năng cho thấy cờ bạc kích hoạt hệ thống phần thưởng và con đường mesolimbic nói riêng. Tương tự, mua sắm và chơi trò chơi video có liên quan đến các hành vi bắt buộc ở người và cũng đã được chứng minh là kích hoạt con đường mesolimbic và các phần khác của hệ thống phần thưởng. Dựa trên bằng chứng này, nghiện cờ bạc, nghiện trò chơi video và nghiện mua sắm được phân loại tương ứng.

## Các yếu tố rủi ro
Có một số yếu tố rủi ro di truyền và môi trường để phát triển một chứng nghiện, khác nhau trong dân số. Các yếu tố rủi ro di truyền và môi trường mỗi yếu tố chiếm khoảng một nửa rủi ro của một cá nhân khi phát triển nghiện; sự đóng góp từ các yếu tố rủi ro biểu sinh cho tổng rủi ro là không rõ. Ngay cả ở những người có nguy cơ di truyền tương đối thấp, việc tiếp xúc với một liều thuốc gây nghiện đủ cao trong một thời gian dài (ví dụ: hàng tuần, hàng tháng) có thể dẫn đến nghiện.

### Yếu tố di truyền
Từ lâu, người ta đã xác định rằng các yếu tố di truyền cùng với các yếu tố môi trường (ví dụ: tâm lý xã hội) là những tác nhân quan trọng dẫn đến tổn thương nghiện. Các nghiên cứu dịch tễ học ước tính rằng các yếu tố di truyền chiếm 40% 60% các yếu tố nguy cơ gây nghiện rượu. Các tỷ lệ di truyền tương tự đối với các loại nghiện ma túy khác đã được chỉ ra bởi các nghiên cứu khác. Knestler đã đưa ra giả thuyết vào năm 1964 rằng một gen hoặc một nhóm gen có thể góp phần dẫn đến nghiện theo nhiều cách. Ví dụ, mức độ thay đổi của một protein bình thường do các yếu tố môi trường sau đó có thể thay đổi cấu trúc hoặc chức năng của các tế bào thần kinh não cụ thể trong quá trình phát triển. Những tế bào thần kinh não bị thay đổi này có thể thay đổi sự nhạy cảm của một cá nhân đối với trải nghiệm sử dụng thuốc ban đầu. Để ủng hộ giả thuyết này, các nghiên cứu trên động vật đã chỉ ra rằng các yếu tố môi trường như căng thẳng có thể ảnh hưởng đến kiểu gen của động vật.
Nhìn chung, dữ liệu liên quan đến các gen cụ thể trong sự phát triển của nghiện ma túy được trộn lẫn với hầu hết các gen. Một lý do cho điều này có thể là trường hợp này là do một trọng tâm của nghiên cứu hiện tại về các biến thể phổ biến. Nhiều nghiên cứu nghiện tập trung vào các biến thể phổ biến với tần số alen lớn hơn 5% trong dân số nói chung; tuy nhiên, khi liên quan đến bệnh tật, những điều này chỉ mang lại một lượng nhỏ rủi ro bổ sung với tỷ lệ chênh lệch 1,1 1,1%. Mặt khác, giả thuyết biến thể hiếm gặp nói rằng các gen có tần số thấp trong quần thể (<1%) mang lại rủi ro cao hơn nhiều trong sự phát triển của bệnh.
Các nghiên cứu kết hợp trên toàn bộ bộ gen (GWAS) được sử dụng để kiểm tra các mối liên quan di truyền với sự phụ thuộc, nghiện và sử dụng ma túy. Những nghiên cứu này sử dụng một cách tiếp cận khách quan để tìm ra mối liên hệ di truyền với các kiểu hình cụ thể và cho trọng lượng tương đương với tất cả các vùng của DNA, bao gồm cả những người không có mối quan hệ rõ ràng với chuyển hóa hoặc phản ứng thuốc. Những nghiên cứu này hiếm khi xác định gen từ các protein được mô tả trước đây thông qua các mô hình loại bỏ động vật và phân tích gen ứng cử viên. Thay vào đó, tỷ lệ lớn các gen liên quan đến các quá trình như độ bám dính của tế bào thường được xác định. Điều này không có nghĩa là những phát hiện trước đó, hoặc những phát hiện của GWAS, là sai lầm. Các tác động quan trọng của endophenotypes thường không có khả năng bị bắt bởi các phương pháp này. Hơn nữa, các gen được xác định trong GWAS cho nghiện ma túy có thể liên quan đến việc điều chỉnh hành vi não trước khi trải nghiệm ma túy, sau đó hoặc cả hai.
Một nghiên cứu làm nổi bật vai trò di truyền quan trọng trong nghiện là các nghiên cứu sinh đôi. Sinh đôi có di truyền tương tự và đôi khi giống hệt nhau. Phân tích các gen này liên quan đến di truyền học đã giúp các nhà di truyền học hiểu được bao nhiêu vai trò của gen đóng vai trò gây nghiện. Các nghiên cứu thực hiện trên cặp song sinh cho thấy hiếm khi chỉ có một cặp sinh đôi bị nghiện. Trong hầu hết các trường hợp có ít nhất một cặp sinh đôi bị nghiện, cả hai đều mắc phải và thường cùng một chất. Nghiện chéo là khi đã có một cơn nghiện có khuynh hướng và sau đó bắt đầu nghiện một thứ gì đó khác biệt. Nếu một thành viên trong gia đình có tiền sử nghiện, khả năng người thân hoặc gia đình gần gũi phát triển những thói quen tương tự sẽ cao hơn nhiều so với người chưa được giới thiệu nghiện ở độ tuổi trẻ. Trong một nghiên cứu gần đây được thực hiện bởi Viện quốc gia về lạm dụng ma túy, từ năm 2002 đến 2017, tử vong do quá liều đã tăng gần gấp ba lần giữa nam và nữ. Trong năm 2017, 72.306 cái chết quá liều đã xảy ra ở Mỹ đã được báo cáo.

### Yếu tố môi trường
Các yếu tố rủi ro môi trường đối với nghiện là trải nghiệm của một cá nhân trong suốt cuộc đời tương tác với thành phần di truyền của cá nhân đó để tăng hoặc giảm khả năng dễ bị nghiện của họ. Một số yếu tố môi trường khác nhau đã được coi là yếu tố nguy cơ gây nghiện, bao gồm các yếu tố gây căng thẳng tâm lý xã hội khác nhau. Viện quốc gia về lạm dụng ma túy (NIDA) trích dẫn thiếu sự giám sát của cha mẹ, tỷ lệ sử dụng chất ngang hàng, tính sẵn có của thuốc và nghèo đói là các yếu tố nguy cơ sử dụng chất gây nghiện ở trẻ em và thanh thiếu niên. Mô hình bệnh nghiện não cho thấy rằng việc một cá nhân tiếp xúc với một loại thuốc gây nghiện là yếu tố rủi ro môi trường quan trọng nhất đối với nghiện. Tuy nhiên, nhiều nhà nghiên cứu, bao gồm các nhà thần kinh học, chỉ ra rằng mô hình bệnh não đưa ra một lời giải thích sai lệch, không đầy đủ và có khả năng gây bất lợi cho nghiện.
Kinh nghiệm thời thơ ấu bất lợi (ACE) là các hình thức ngược đãi và rối loạn chức năng gia đình khác nhau có trong thời thơ ấu. Nghiên cứu kinh nghiệm về tuổi thơ bất lợi của Trung tâm kiểm soát và phòng ngừa dịch bệnh đã chỉ ra mối quan hệ đáp ứng liều lượng mạnh mẽ giữa các ACE và nhiều vấn đề về sức khỏe, xã hội và hành vi trong suốt tuổi thọ của một người, bao gồm cả lạm dụng chất gây nghiện. Sự phát triển thần kinh của trẻ em có thể bị gián đoạn vĩnh viễn khi chúng thường xuyên phải đối mặt với các sự kiện căng thẳng như lạm dụng thể chất, tinh thần hoặc tình dục, bỏ bê thể xác hoặc tinh thần, chứng kiến bạo lực trong gia đình hoặc cha mẹ bị giam giữ hoặc mắc bệnh tâm thần. Do đó, chức năng nhận thức hoặc khả năng đối phó với những cảm xúc tiêu cực hoặc gây rối của trẻ có thể bị suy giảm. Theo thời gian, đứa trẻ có thể chấp nhận sử dụng chất như một cơ chế đối phó, đặc biệt là trong thời niên thiếu. Một nghiên cứu về 900 trường hợp tại tòa án liên quan đến trẻ em bị lạm dụng cho thấy một lượng lớn trong số chúng tiếp tục phải chịu một số dạng nghiện trong tuổi thiếu niên hoặc cuộc sống trưởng thành. Con đường hướng tới nghiện này được mở ra thông qua những trải nghiệm căng thẳng trong thời thơ ấu có thể tránh được bằng cách thay đổi các yếu tố môi trường trong suốt cuộc đời của một cá nhân và cơ hội giúp đỡ chuyên nghiệp. Nếu một người có bạn bè hoặc đồng nghiệp tham gia sử dụng ma túy thuận lợi, khả năng họ bị nghiện sẽ tăng lên. Xung đột gia đình và quản lý nhà cũng là một nguyên nhân khiến một người uống rượu hoặc sử dụng ma túy khác.

#### Tuổi tác
Tuổi vị thành niên đại diện cho một giai đoạn dễ bị tổn thương duy nhất để phát triển một chứng nghiện. Ở tuổi thiếu niên, các hệ thống khuyến khích trong não trưởng thành tốt trước trung tâm kiểm soát nhận thức. Điều này do đó cấp cho các hệ thống khen thưởng khuyến khích một lượng sức mạnh không tương xứng trong quá trình ra quyết định hành vi. Do đó, thanh thiếu niên ngày càng có nhiều khả năng hành động theo sự bốc đồng của họ và tham gia vào hành vi nguy hiểm, có khả năng gây nghiện trước khi xem xét hậu quả. Không chỉ thanh thiếu niên có nhiều khả năng bắt đầu và duy trì sử dụng ma túy, nhưng một khi đã nghiện, họ có khả năng kháng trị cao hơn và dễ bị tái phát hơn.
Thống kê đã chỉ ra rằng những người bắt đầu uống rượu ở độ tuổi trẻ hơn có nhiều khả năng trở nên phụ thuộc sau này. Khoảng 33% dân số nếm thử rượu đầu tiên của họ trong độ tuổi từ 15 đến 17, trong khi 18% trải nghiệm trước đó. Đối với lạm dụng hoặc nghiện rượu, con số bắt đầu cao với những người lần đầu uống trước khi họ 12 tuổi và sau đó bỏ đi sau đó. Ví dụ, 16% người nghiện rượu bắt đầu uống rượu trước khi tròn 12 tuổi, trong khi chỉ có 9% người đầu tiên uống rượu trong khoảng từ 15 đến 17. Tỷ lệ này thậm chí còn thấp hơn, ở mức 2,6%, đối với những người lần đầu tiên bắt đầu thói quen uống rượu sau khi họ qua 21 tuổi.
Hầu hết các cá nhân được tiếp xúc và sử dụng thuốc gây nghiện lần đầu tiên trong những năm của tuổi thiếu niên. Ở Hoa Kỳ, chỉ có hơn 2,8 triệu người dùng ma túy bất hợp pháp mới trong năm 2013 (~ 7.800 người dùng mới mỗi ngày); trong số đó, 54,1% dưới 18 tuổi. Năm 2011, có khoảng 20,6   triệu người ở Hoa Kỳ trên 12 tuổi bị nghiện. Hơn 90% những người nghiện bắt đầu uống rượu, hút thuốc hoặc sử dụng ma túy bất hợp pháp trước tuổi 18.

#### Rối loạn tâm thần
Những người mắc bệnh rối loạn sức khỏe tâm thần (ví dụ, đồng thời) như trầm cảm, lo âu, rối loạn thiếu tập trung / hiếu động thái quá (ADHD) hoặc rối loạn căng thẳng sau chấn thương có nhiều khả năng phát triển rối loạn sử dụng chất. NIDA trích dẫn hành vi gây hấn sớm là một yếu tố rủi ro cho việc sử dụng chất gây nghiện. Một nghiên cứu của Cục nghiên cứu kinh tế quốc gia Hoa Kỳ cho thấy có "mối liên hệ nhất định giữa bệnh tâm thần và việc sử dụng các chất gây nghiện" và phần lớn bệnh nhân tâm thần tham gia sử dụng các chất này: rượu 38%, cocaine 44%, và thuốc lá 40%.

### Yếu tố biểu sinh

#### Di truyền biểu sinh chuyển thế
Các gen biểu sinh và các sản phẩm của chúng (ví dụ: protein) là thành phần chính thông qua đó ảnh hưởng môi trường có thể ảnh hưởng đến gen của một cá nhân; chúng cũng đóng vai trò là cơ chế chịu trách nhiệm di truyền biểu sinh chuyển thế hệ, một hiện tượng ảnh hưởng đến môi trường đối với gen của bố mẹ có thể ảnh hưởng đến các đặc điểm liên quan và kiểu hình hành vi của con cái (ví dụ, phản ứng hành vi với các kích thích môi trường). Trong nghiện, cơ chế biểu sinh đóng vai trò trung tâm trong sinh lý bệnh của bệnh;  đã lưu ý rằng một số thay đổi đối với biểu sinh phát sinh do phơi nhiễm mãn tính với các kích thích gây nghiện trong quá trình nghiện có thể được truyền qua các thế hệ, từ đó ảnh hưởng đến hành vi của trẻ em (ví dụ: phản ứng hành vi của trẻ với thuốc gây nghiện và phần thưởng tự nhiên).
Các lớp tổng quát của sự thay đổi biểu sinh đã được liên quan đến sự di truyền biểu sinh xuyên thế hệ bao gồm methyl hóa DNA, sửa đổi histone và điều hòa hoặc điều hòa của microRNA. Liên quan đến nghiện, cần nhiều nghiên cứu hơn để xác định các thay đổi biểu sinh di truyền cụ thể phát sinh từ các dạng nghiện khác nhau ở người và các kiểu hình hành vi tương ứng từ các thay đổi biểu sinh này xảy ra ở con cái. Dựa trên bằng chứng tiền lâm sàng từ nghiên cứu trên động vật, một số thay đổi biểu sinh gây nghiện ở chuột có thể được truyền từ cha mẹ sang con cái và tạo ra các kiểu hình hành vi làm giảm nguy cơ phát triển nghiện của con cái. Tổng quát hơn, các kiểu hình hành vi có thể có nguồn gốc từ sự thay đổi biểu sinh do nghiện và truyền từ cha mẹ sang con cái có thể làm tăng hoặc giảm nguy cơ con cái mắc bệnh nghiện.

## Cơ chế
Sử dụng thuốc gây nghiện mãn tính gây ra sự thay đổi trong biểu hiện gen trong chieéu mesocorticolimbic. Các yếu tố phiên mã quan trọng nhất tạo ra những thay đổi này là ΔFosB, protein liên kết yếu tố đáp ứng cAMP (CREB) và yếu tố hạt nhân kappa B (NF- B). ΔFosB là cơ chế sinh học phân tử quan trọng nhất trong nghiện vì biểu hiện quá mức của ΔFosB trong D1-type tế bào thần kinh trung gai trong hạt nhân accumbens là cần và đủ cho nhiều sự thích nghi thần kinh và hành vi ảnh hưởng (tăng ví dụ, biểu hiện phụ thuộc vào ma túy tự quản lý và khen thưởng nhạy cảm) nhìn thấy trong nghiện ma túy. FosB biểu hiện trong nhân accumbens tế bào thần kinh gai trung bình loại D1 trực tiếp và điều chỉnh tích cực việc tự quản thuốc và thưởng cho sự nhạy cảm thông qua củng cố tích cực trong khi giảm độ nhạy cảm với ác cảm. ΔFosB đã được liên quan đến trung gian nghiện đối với nhiều loại thuốc khác nhau và nhóm thuốc, bao gồm rượu, amphetamine và các chất kích thích thay, cannabinoids, cocaine, methylphenidate, nicotine, thuốc phiện, phenylcyclidine, và propofol, trong số những người khác. ΔJunD, một yếu tố phiên mã và G9a, một methyltransferase histone, cả hai đều phản đối chức năng của ΔFosB và ức chế sự gia tăng trong biểu hiện của nó. Sự gia tăng của nhân accumbens expressionJunD biểu hiện (thông qua chuyển gen được điều hòa bằng vec tơ virus) hoặc biểu hiện G9a (thông qua các phương tiện dược lý) làm giảm hoặc thậm chí có thể ngăn chặn nhiều thay đổi về thần kinh và hành vi do sử dụng liều cao mãn tính thuốc gây nghiện (nghĩa là những thay đổi qua trung gian ΔFosB).
ΔFosB cũng đóng một vai trò quan trọng trong việc điều chỉnh các phản ứng hành vi đối với các phần thưởng tự nhiên, chẳng hạn như thực phẩm ngon miệng, tình dục và tập thể dục. Phần thưởng tự nhiên, như thuốc lạm dụng, gây ra biểu hiện gen của ΔFosB trong vùng chứa hạt nhân và việc lặp lại những phần thưởng này có thể dẫn đến tình trạng gây nghiện bệnh lý tương tự thông qua biểu hiện quá mức ΔFosB. Do đó, ΔFosB là yếu tố phiên mã quan trọng liên quan đến việc nghiện các phần thưởng tự nhiên (nghĩa là nghiện hành vi); nói riêng, ΔFosB trong nhân accumbens rất quan trọng đối với các tác dụng củng cố của phần thưởng tình dục. Nghiên cứu về sự tương tác giữa các phần thưởng tự nhiên và thuốc cho thấy rằng các chất kích thích tâm thần dopaminergic (ví dụ, amphetamine) và hành vi tình dục tác động lên các cơ chế phân tử sinh học tương tự để tạo ra ΔFosB trong nhân tế bào và có tác dụng chống nhạy cảm hai chiều qua trung gian. Hiện tượng này là đáng chú ý vì, ở người, một hội chứng rối loạn điều hòa dopamine, được đặc trưng bởi sự tham gia bắt buộc do thuốc gây ra trong các phần thưởng tự nhiên (cụ thể là hoạt động tình dục, mua sắm và đánh bạc), cũng đã được quan sát thấy ở một số người dùng thuốc dopaminergic.
Thuốc ức chế ΔFosB (thuốc hoặc phương pháp điều trị chống lại hành động của nó) có thể là một phương pháp điều trị hiệu quả cho chứng nghiện và rối loạn gây nghiện.
Sự giải phóng dopamine trong nhân accumbens đóng một vai trò trong việc củng cố phẩm chất của nhiều dạng kích thích, bao gồm các kích thích củng cố tự nhiên như thức ăn ngon miệng và tình dục. Thay đổi dẫn truyền thần kinh dopamine thường xuyên được quan sát sau sự phát triển của một trạng thái gây nghiện. Ở người và động vật trong phòng thí nghiệm đã phát triển một nghiện, thay đổi trong dopamine hoặc opioid dẫn truyền thần kinh trong accumbens hạt nhân và các bộ phận khác của vân là hiển nhiên. Các nghiên cứu đã phát hiện ra rằng việc sử dụng một số loại thuốc (ví dụ cocaine) ảnh hưởng đến các tế bào thần kinh cholinergic có liên quan đến hệ thống khen thưởng, từ đó ảnh hưởng đến tín hiệu dopamine ở khu vực này.

### Hệ thống khen thưởng

#### Đường truyền thần kinh Mesocorticolimbic
Hiểu về đường truyền mà thuốc hoạt động và làm thế nào thuốc có thể thay đổi các con đường đó là chìa khóa khi kiểm tra cơ sở sinh học của nghiện ma túy. Con đường phần thưởng, được gọi là con đường mesolimbic, hoặc phần mở rộng của nó, con đường mesocorticolimbic, được đặc trưng bởi sự tương tác của một số khu vực của não.
- Các chiếu từ vùng não thất (VTA) là một mạng lưới các tế bào thần kinh dopaminergic với các thụ thể glutamate postynaptic đồng địa hóa (AMPAR và NMDAR). Các tế bào này phản ứng khi có kích thích biểu thị phần thưởng. Sự hỗ trợ VTA học tập và phát triển nhạy cảm và phát hành DA vào não trước.[79]] Những tế bào thần kinh này cũng phóng chiếu và giải phóng DA vào các hạt nhân,[80] thông qua đường truyền mesolimbic. Hầu như tất cả các loại thuốc gây nghiện ma túy đều làm tăng giải phóng dopamine trong con đường mesolimbic,[81] ngoài tác dụng cụ thể của chúng.
- Hạt nhân accumbens (NAcc) là một đầu ra của các phép chiếu VTA. Các hạt nhân accumbens bao gồm chủ yếu là các tế bào thần kinh gai trung bình GABAergic (MSN).[82] NAcc có liên quan đến việc có được và khơi gợi các hành vi có điều kiện, và có liên quan đến việc tăng độ nhạy cảm với thuốc khi quá trình nghiện.[79] Sự biểu hiện quá mức của ΔFosB trong nhân accumbens là yếu tố phổ biến cần thiết trong tất cả các dạng nghiện đã biết;  FosB là một bộ điều biến tích cực mạnh mẽ của các hành vi được củng cố tích cực.
- Vỏ não trước trán, bao gồm cả vỏ trước và vỏ orbitofrontal,[83] là một đầu ra VTA khác trong con đường mesocorticolimbic; điều quan trọng đối với việc tích hợp thông tin giúp xác định liệu một hành vi sẽ được gợi ra hay không.[84] Nó cũng rất quan trọng để hình thành mối liên hệ giữa kinh nghiệm bổ ích của việc sử dụng ma túy và tín hiệu trong môi trường. Điều quan trọng, những tín hiệu này là trung gian mạnh mẽ của hành vi tìm kiếm ma túy và có thể kích hoạt tái phát ngay cả sau nhiều tháng hoặc nhiều năm cai nghiện.[85]

Các cấu trúc não khác có liên quan đến nghiện bao gồm:
- Các chiếu amygdala cơ bản vào NAcc và được cho là cũng quan trọng cho động lực hành động.[84]
- Hồi hải mã có liên quan đến nghiện ma túy, vì vai trò của nó trong học tập và trí nhớ. Phần lớn bằng chứng này xuất phát từ các cuộc điều tra cho thấy rằng việc thao túng các tế bào ở vùng hải mã làm thay đổi nồng độ dopamine trong NAcc và tốc độ bắn của các tế bào dopaminergic VTA.[80]

### Vai trò của dopamine và glutamate
Dopamine là chất dẫn truyền thần kinh chính của hệ thống thưởng trong não. Nó đóng một vai trò trong việc điều chỉnh chuyển động, cảm xúc, nhận thức, động lực và cảm giác khoái cảm. Phần thưởng tự nhiên, như ăn uống, cũng như sử dụng thuốc gây nghiện giải trí gây ra sự giải phóng dopamine và có liên quan đến bản chất củng cố của các kích thích này. Gần như tất cả các loại thuốc gây nghiện, trực tiếp hoặc gián tiếp, hoạt động dựa trên hệ thống thưởng của não bằng cách tăng cường hoạt động của dopamine.
Dùng quá nhiều loại thuốc gây nghiện dẫn đến việc giải phóng nhiều lần lượng dopamine cao, từ đó ảnh hưởng trực tiếp đến con đường thưởng thông qua kích hoạt thụ thể dopamine tăng cao. Nồng độ dopamine kéo dài và cao bất thường trong khe hở tiếp hợp có thể gây ra sự điều hòa thụ thể trong con đường thần kinh. Điều hòa giảm các thụ thể dopamine mesolimbic có thể dẫn đến giảm độ nhạy cảm với các chất tăng cường tự nhiên.
Hành vi tìm kiếm ma túy được gây ra bởi các chiếu glutamatergic từ vỏ não trước trán đến các accumbens hạt nhân. Ý tưởng này được hỗ trợ với dữ liệu từ các thí nghiệm cho thấy hành vi tìm kiếm thuốc có thể được ngăn chặn sau sự ức chế các thụ thể glutamate AMPA và giải phóng glutamate trong các hạt nhân.